# فریتیوف مورتنسون
فریتیوف مورتنسون (به سوئدی: Frithiof Mårtensson) (زاده ۱۹ می ۱۸۸۴ - درگذشته ۲۰ ژوئن ۱۹۵۶) کشتی گیر کشور سوئد بود.